# Birmânia nos Jogos Olímpicos de Verão de 1964
A Birmânia (atual Myanmar) participou dos Jogos Olímpicos de Verão de 1964 em Tóquio, no Japão. Nesta participação, o país não conquistou nenhuma medalha.